# Twente (regija)
Twente (nizozemsko Twente [ˈtʋɛntə], Tweants dialekt: Tweante ) je regija v vzhodni Nizozemski. Obsega najbolj urbaniziran in najbolj vzhodni del province Overijssel  Twente je najverjetneje dobil ime po Tuihanti ali Tvihanti,  germanskem plemenu, ki se je naselilo na tem območju in ga je omenil rimski zgodovinar Tacit . Meje regije določajo  Overijsselska  regija Salland na severozahodu in zahodu (reka Regge približno določa zahodno mejo), nemška okrožje Bentheim na severovzhodu in vzhodu (reka Dinkel približno določa vzhodno mejo) in Gelderland regijaAchterhoek na jugu.
Twente ima približno 620.000 prebivalcev, od katerih jih večina živi v treh največjih mestih: Almelo, Hengelo in Enschede, slednje je glavno mesto v regiji. Obsega štirinajst občin : Almelo, Borne, Dinkelland, Enschede, Haaksbergen, Hellendoorn, Hengelo, Hof van Twente, Losser, Oldenzaal, Rijssen-Holten, Tubbergen, Twenterand in Wierden. Celoten Hellendoorn in zahodni deli tako Rijssen-Holten kot Twenterand zgodovinsko pripadajo kulturni regiji Salland, vendar mestni regiji Twente.

## Etimologija
Različni viri ponujajo več razlag imena Twente. Rimski zgodovinar Tacit v svojem delu Germania omenja pleme Tvihanti, ki je živelo v bližini ali v današnjem Twenteju. To isto ime je bilo najdeno na dveh oltarnih kamnih, najdenih v ruševinah Vercoviciuma, rimske stražarske postaje na Hadrijanovem zidu blizu današnjih Housesteadov v severni Angliji. Tvihanti so služili v rimsko-frizijski konjeniški enoti, ki je bila tam nameščena.
Druga razlaga izvora imena je, da je bil Twente del Overstichta, srednjeveške upravne zgradbe, ki je vključevala sosednji grofiji Twente in Drenthe. Ker naj bi ime Drenthe izhajalo iz * thrija-hantja, kar pomeni "tri dežele", naj bi Twente izhajalo iz * twai-hantja ali "dve deželi". 

## Pokrajina
Čeprav je Twente najbolj urbaniziran del province Overijssel, je znan po slikovitem podeželju. To je včasih označeno kot bocage pokrajina, ki privablja številne turiste iz drugih delov države, s priljubljenimi znamenitostmi, kot je Lutterzand na vijugastem Dinkelu ali široka polja resja na Frezenbaargu blizu Markela. Twente razpolavlja od severa proti jugu vrsta hribov v zahodnem Twenteju (Holterberg, Rijsserberg, Friezenberg, Nijverdalse Berg, Hellendoornse Berg) in hribi na vzhodu, pri čemer je Tankenberg blizu Oldenzaala najvišja točka. Mesta Ootmarsum in Oldenzaal v manjšem obsegu sta znani po slikovitih zgodovinskih zgradbah, od katerih ima slednja omembe vredno romansko cerkev, imenovano Oale Grieze („stara siva“), ki je najstarejša romanska cerkev na Nizozemskem. Mestne pravice je dobilo osem mest Twentsa: Almelo, Delden, Diepenheim, Enschede, Goor, Oldenzaal, Ootmarsum in Rijssen.
Ker je gospodarstvo Twenteja v veliki meri odvisno od kmetijstva, to pusti svoje sledi na pokrajini, s številnimi travniki in pašniki, ki se izmenjujejo s podrastjo, grmičevjem in gozdom. Obstaja več močvirij, močvirij in šotnih barij, zaradi katerih je bil Twente dolgo manj dostopen za preostalo Nizozemsko in so predstavljali nekaj naravne obrambe. Prav tako je povzročilo, da so se prebivalci Twenteja v trgovini, politiki in modi usmerili proti vzhodu (natančneje Vestfaliji in Münstru ) namesto v bolj zahodne dele Nizozemske.
Geološko je Twente eno najzanimivejših območij Nizozemske. Ima plasti (zemeljske plasti) iz različnih obdobij, skoncentrirane na relativno majhnem območju. V Losserju je odprt kamnolom, v Hengelu in Boekelu pa je več rudnikov soli . Mesto Nijverdal v zahodnem Twente-ju je edino mesto na Nizozemskem, kjer so kdaj našli zlato.

## Gospodarstvo
Twente je poleg storitev v veliki meri odvisen od kmetijstva in v manjši meri od turizma. Izboljšana nacionalna podoba Twenteja je spodbudila povečanje prodaje regionalnih izdelkov. Ena največjih nizozemskih pivovarn piva Grolsch Brewery je v Twenteju.

## Kultura in folklora
V Twenteju so se ohranile številne tradicionalne kulturne prakse, kot je pihanje  v rog sredi zime okoli božiča in kurjenje velikonočnih ognjev. Twente je znan tudi po precejšnjem številu tako imenovanih klootsketersverennigings (društva cestnega balinanja ), ki se običajno štejejo za "lokalni tradicionalni šport".
V mestecu Ootmarsum vsako leto okoli velike noči izvajajo tradicijo, znano kot vlöggeln . Najprej je izbrana skupina osmih mladih samcev, imenovanih Poaskearls (velikonočni moški). Na velikonočno jutro Poaskearli tvorijo človeško verigo tako, da si primejo roke. Med petjem psalmov gredo skozi nekatere hiše v mestu, nato pa se verigi lahko pridružijo ostali prebivalci in drugi gledalci. Čez nekaj časa se veriga ustavi v središču mesta, kjer lahko očetje trikrat dvignejo svoje majhne otroke, medtem ko vzklikajo "Aleluja". Zbiranje nadaljujemo proti njivam, kjer je skupnost zakurila velik velikonočni ogenj. Zbrani zapojejo psalm in nato Poaskearli prižgejo kres. Splošno prepričanje je, da gre za rimskokatoliško priredbo predkrščanske tradicije plodnosti.
V Oldenzaalu, ki ima tako kot večina vzhodnega Twenteja precejšnjo skupino rimokatoličanov, praznujejo ekstravaganten karneval. Zahod Twenteja je večinoma protestantski .
Danes je v Twenteju ena največjih nizozemskih izgnanskih skupnosti Asircev .

### Hrana
Čeprav je bil Twente vedno del večjih kulturnih območij ter si je izposojal in prevzel prehranjevalno tradicijo, obstajajo številne tradicionalne jedi in prigrizki, značilne za Twente. Ena izmed nacionalno najbolj znanih jedi iz Twenteja je kreantewegge. To je vrsta ribezovega kruha, ki se tradicionalno peče ob rojstvu otrok. Kreantewegge je bila običajno dolga štruca, včasih dolga tudi en meter, narezana na debele rezine. Trenutno je še vedno priljubljena spremljava ob skodelici kave, čeprav ni več vezana izključno na rojstvo otroka.
Druga tipična hrana Twents je bakleaverworst (grobo prevedeno kot pečena jetrna klobasa), večinoma skrajšano na bakworst. To je začinjena svinjska klobasa, običajno približno 15 cm v premeru. Klobaso narežemo na 1 cm narežemo in spečemo. Običajno ga ne postrežemo za večerjo, pogosto pa ga jemo za kosilo, na sendviču. Je predvsem sezonski izdelek; ker je topel in obilen prigrizek, je na voljo le pozimi.
Morda najboljša mednarodno znana pijača iz Twenteja je Grolsch lager. Čeprav izvira iz mesta Groenlo, ki je v sosednji regiji Achterhoek, se je pivovarna preselila v Boekelo blizu Enschedeja. Zato se trenutno pogosto šteje za blagovno znamko Twents. Relativno nova znamka ležaka, Twents Bier, je varjena v mestu Beckum. Twente ima tudi dolgoletno tradicijo destilacije grenčic . Obstaja veliko lokalno destiliranih grenčic, ki se pogosto proizvajajo in uživajo za posebne priložnosti in praznovanja. Velikokrat niso naprodaj izven domače vasi.
Čeprav so družine Twent za večerjo tradicionalno jedle krompir, zelenjavo in meso, je dotok številnih priseljencev z vsega sveta v Twente, ki so s seboj prinesli lastno prehranjevalno tradicijo, razširil prehransko obzorje povprečnega Twentemanca.